# Paavo Tulkki
Paavo Oskari Tulkki, född 15 januari 1934 i Kemi, är en finländsk marinbiolog.
Tulkki blev filosofie doktor 1977 och verkade 1978–1997 som chef för Havsforskningsinstitutets biologiska avdelning.
Han var den som först uppmärksammade de döda bottnarna i södra Östersjön på 1960-talet och var aktiv även när den finländska delegationen av Helsingforskommissionen bildades samt Baltic monitoring programme skapades 1979. År 1997 mottog han Östersjöfondens pris för sina långvariga insatser som marinbiologins nestor i Finland.